# Washington (Iowa)
Washington ist eine Stadt und Verwaltungssitz des Washington County im US-amerikanischen Bundesstaat Iowa. Im Jahre 2010 hatte Washington 7266 Einwohner, deren Zahl sich bis 2013 auf 7370 erhöhte. Das U.S. Census Bureau hat bei der Volkszählung 2020 eine Einwohnerzahl von 7.352 ermittelt.
Washington ist Bestandteil der Metropolregion um Iowas frühere Hauptstadt Iowa City.

## Geografie
Washington liegt im Südosten Iowas am westlichen Quellfluss des Crooked Creek, der über den Skunk River zum Stromgebiet des Mississippi gehört. Dieser bildet rund 55 km östlich die Grenze Iowas zu Illinois. Die Grenze zu Missouri verläuft rund 100 km südlich.
Die geografischen Daten von Washington sind 41°17'57" nördlicher Breite und 91°41'35" westlicher Länge. Die Stadt erstreckt sich über eine Fläche von 12,74 km² und ist die größte Ortschaft innerhalb der Washington Township.
Nachbarorte von Washington sind Kalona (22,6 km nördlich), Riverside (27,4 km nordnordöstlich), Ainsworth (12,3 km östlich), Crawfordsville (21,3 km südöstlich), Wayland (18,3 km südlich), Brighton (19,3 km südwestlich) und West Chester (14,5 km westnordwestlich).
Das Zentrum von Iowa City liegt 51 km nordnordöstlich von Washington. Die weiteren nächstgelegenen größeren Städte sind Cedar Rapids (90,1 km nördlich), die Quad Cities in Iowa und Illinois (115 km nordnordöstlich), Chicago in Illinois (397 km in der gleichen Richtung), Peoria in Illinois (252 km ostsüdöstlich), Illinois’ Hauptstadt Springfield (307 km südöstlich), St. Louis (391 km südsüdöstlich), Kansas City in Missouri (437 km südwestlich), Des Moines (181 km westlich), Nebraskas größte Stadt Omaha (402 km in der gleichen Richtung), Rochester in Minnesota (357 km nordnordwestlich) und die Twin Cities (Minneapolis und Saint Paul) in Minnesota (491 km in der gleichen Richtung).

## Verkehr

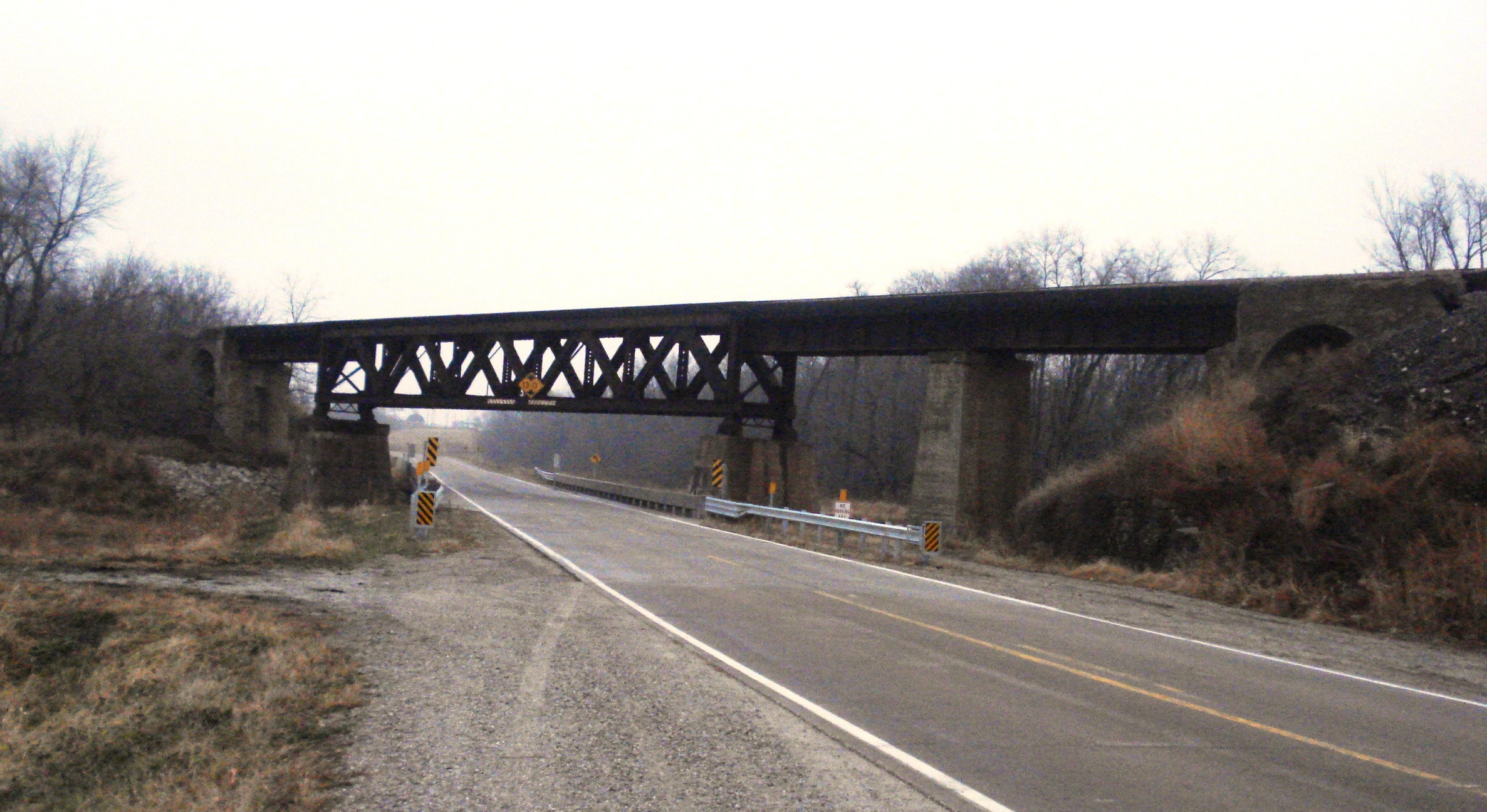
Bahnbrücke der SOO Line Railroad, seit 1998 im NRHP gelistet

Der in Nord-Süd-Richtung verlaufende U.S. Highway 218 führt etwa 14 km östlich an Washington vorbei. Im Stadtgebiet von Washington treffen die Iowa State Highways 1 und 92 zusammen. Alle weiteren Straßen sind untergeordnete Landstraßen, teils unbefestigte Fahrwege sowie innerörtliche Verbindungsstraßen.
In West-Ost-Richtung verläuft eine Eisenbahnlinie für den Frachtverkehr der zur Canadian Pacific Railway (CP) gehörenden SOO Line Railroad durch das Stadtgebiet von Washington.
Mit dem Washington Municipal Airport befindet sich 4,7 km südöstlich des Stadtzentrums ein kleiner Flugplatz. Die nächsten Verkehrsflughäfen sind der Eastern Iowa Airport (83,3 km nördlich), der Quad City International Airport bei Moline in Illinois (121 km ostnordöstlich), der Southeast Iowa Regional Airport von Burlington (99,8 km südöstlich) und der Des Moines International Airport (183 km westlich).

## Geschichte
Washington wurde 1839 gegründet. Anlässlich seines hundertjährigen Bestehens wurde ein Springbrunnen eingeweiht, der 1995 überholt worden ist.
Das 1897 gegründete State Theatre ist das älteste kontinuierlich betriebene Kino der Welt.
In Washington wurde das erste County Hospital (dt. etwa: Kreiskrankenhaus) westlich des Mississippi River. Es wurde 1912 als Washington County Hospital gegründet und heißt seit 1998 Washington County Hospitals & Clinics (WCHC). 2006 wurde trotz vieler Einwände das ursprünglich dreistöckige Gebäude abgerissen, um ein neues Krankenhaus zu errichten.

## Bevölkerung
Nach der Volkszählung im Jahr 2010 lebten in Washington 7266 Menschen in 3048 Haushalten. Die Bevölkerungsdichte betrug 570,3 Einwohner pro Quadratkilometer. In den 3048 Haushalten lebten statistisch je 2,31 Personen.
Ethnisch betrachtet setzte sich die Bevölkerung zusammen aus 92,5 Prozent Weißen, 1,4 Prozent Afroamerikanern, 0,2 Prozent amerikanischen Ureinwohnern, 0,5 Prozent Asiaten, 0,2 Prozent Polynesiern sowie 2,7 Prozent aus anderen ethnischen Gruppen; 2,6 Prozent stammten von zwei oder mehr Ethnien ab. Unabhängig von der ethnischen Zugehörigkeit waren 10,7 Prozent der Bevölkerung spanischer oder lateinamerikanischer Abstammung.
23,8 Prozent der Bevölkerung waren unter 18 Jahre alt, 55,1 Prozent waren zwischen 18 und 64 und 21,1 Prozent waren 65 Jahre oder älter. 51,9 Prozent der Bevölkerung waren weiblich.
Das mittlere jährliche Einkommen eines Haushalts lag bei 47.790 USD. Das Pro-Kopf-Einkommen betrug 26.398 USD. 11,4 Prozent der Einwohner lebten unterhalb der Armutsgrenze.

## Bekannte Bewohner
- Granville G. Bennett (1833–1910) – republikanischer Abgeordneter des US-Repräsentantenhauses (1879–1881) – wuchs in Washington auf und lebte lange hier
- Norton P. Chipman (1834–1924) – republikanischer Abgeordneter des US-Repräsentantenhauses (1871–1875) – begann seine Karriere als Anwalt in Washington
- Edward C. Eicher (1878–1944) – demokratischer Abgeordneter des US-Repräsentantenhauses (1933–1938) – lebte seit seiner Geburt in der Umgebung von Washington und ist hier beigesetzt
- Owen Gingerich (1930–2023) – Astronom und Wissenschaftshistoriker – geboren in Washington